# Paul Ducheyne
Paul Ducheyne, né à Bruges le 13 mai 1925, et décédé dans la même ville le 20 janvier 2011, est un avocat, homme politique et président du club de football du Cercle de Bruges.

## Jeunesse et carrière
Le père de Paul Ducheyne, Isidore, est enseignant, connu à Bruges comme un des fondateurs du Koninklijke Brugse Gidsenbond, également impliqué dans l'Université du film de Bruges. 
Paul effectue ses études secondaires au Collège épiscopal Saint-Louis de Bruges, qu'il termine en 1943. Il fait ensuite ses études de droit à la Katholieke Universiteit Leuven, où il obtient un doctorat en 1949. Il y est également membre du club estudiantin « Moeder Brugse ». 
Dès la fin de ses études, il rejoint le barreau de Bruges. De 1957 à 1959, il est trésorier du Jeune barreau, puis président jusqu'en 1961. Il est membre du barreau de Bruges jusqu'à sa mort en 2011, faisant de lui le plus ancien des avocats alors en activité. En 2009, il est fêté pour ses soixante années de carrière.
Il épouse Nelly Ducheyne, décédée en 2000.

## Fonctions diverses
Au cours de sa vie, il occupe également d'autres fonctions en parallèle avec son métier d'avocat : 
- Membre du conseil communal de la ville de Bruges en tant qu'élu CVP, de 1965 à 1977[1]
- Maître de conférence à l'Institut Supérieur Catholique de Pédagogie[1]
- Membre du conseil d'administration de l'Hôpital Saint-Jean[1]
- Bâtonnier du barreau de Bruges[1]
- Cofondateur et président du centre thérapeutique et d'observation de Flandre-Occidentale[1]
- Administrateur de l'école primaire « De Berkjes »[1]
- Président de Familiezorg (Aide familiale) en Flandre-Occidentale[1]
- Administrateur de l'Hôpital Saint-François-Xavier[1]
- Cofondateur et vice-président du centre d'accueil et d'orientation « De Zandberg » à Varsenare[1]
- Membre et prévôt de la Confrérie du Saint-Sang[1]

## Président du Cercle de Bruges
Parmi toutes les fonctions qu'il exerce, Paul Ducheyne est surtout connu du grand public pour son mandat de 32 ans en tant que président du club de football belge du Cercle de Bruges, ce qui fait de lui le président avec la plus grande longévité à la tête de l'association. Il devient membre du conseil d'administration du Cercle en 1967, et prend la présidence en 1970, succédant à l'ancien joueur vedette Robert Braet. Un an après le début de son mandat, l'équipe se retrouve en première division, et y reste presque toute la durée de sa présidence. C'est sous sa direction que le Cercle franchit le cap du professionnalisme. Il veille cependant à ce que l'équipe ne perde pas son identité, et privilégie la formation des jeunes aux transferts de joueurs étrangers coûteux.
Il se retire en 2002, laissant la place de président à Frans Schotte. Il est alors nommé « Président d'Honneur », fonction lui permettant d'assister aux réunions du conseil d'administration, sans y avoir un droit de vote. Il occupe cette place honorifique jusqu'à son décès le 20 janvier 2011. Son fils, Filip Ducheyne, est également membre du conseil d'administration du Cercle.